# Ermita de San Joaquín (Ayelo de Malferit)
La ermita de San Joaquín es una ermita situada en el Calvario, en el municipio de Ayelo de Malferit. Es Bien de Relevancia Local con identificador número 46.24.042-002.
El templo recibe también los nombres de ermita del Calvario, y de ermita de San Engracio. Está dedicada a San Joaquín y Santa Ana, pero su advocación más popular es la de San Engracio mártir, cuyas reliquias se veneran en el templo parroquial.

## Historia
Fue en el siglo XVIII, posiblemente por iniciativa de los marqueses de Malferit. Se la cita en documentos desde 1727, fecha de fundición de su campana. Fue restaurada en el año 2005, pintándose el exterior de color ocre y modificándose algunos de sus elementos, como la espadaña.
A inicios del siglo XXI está cedida a la comunidad ortodoxa rumana de la zona, que celebra en ella sus servicios. Es sede de la parroquia ortodoxa rumana de Sfinţii Trei Ierarhi.

## Descripción
Se encuentra al final de la avenida de la Diputación Provincial. Está precedida por un camino de tierra flanqueado de cipreses, que forma el Vía Crucis.
El edificio tiene una fachada que acaba en un hastial rematado por una espadaña con tejadillo. Delante de la fachada hay un porche cerrado en el que se abre la única puerta de acceso al templo. En el lado derecho de edificio sobresale el cuerpo de la sacristía, sobre el que se prolonga el alero del tejado. Los tejados tanto del cuerpo principal como del porche son a dos aguas.
El interior es una sola nave, de planta rectangular. Se cubre con bóveda vaída de dos tramos partida por un arco fajón. El suelo es ajedrezado y las paredes están recorridas por un zócalo oscuro. El altar es neoclásico, y en su hornacina acristalada se encuentra una imagen de San Engracio, realizada en 1942 por Josep Maria Bayarri.